# موسى رحوم عباس
موسى رحوم عباس كاتب وروائي وشاعر وقاص سوري وُلد بقرية كسرة مريبط بريف مدينة الرقة السورية، وتخرج في جامعة حلب، وعمل مشرفا تربويا، ورئيسا لوحدة الإعلام التربوي في مؤسسة الحريري التعليمية، ومقرها بيروت، الرياض، ثم حصل على درجة الدكتوراه في علم النفس السريري،  ويحمل الإجازة في اللغة العربية وآدابها من جامعة حلب، هاجر إلى خارج سوريا في عام 1983، وتنقل بين عدد من دول العالم كان آخرها السويد  حيث يقيم حالياً، وهو عضو في رابطة الكتاب السويديين، ٢٠٢٣.

## مسيرته المهنية
عمل موسى رحوم عباس بعد تخرجه من الجامعة مشرفا تربويا، ورئيسا لوحدة الإعلام التربوي في الرياض،  وبدأ حياته الأدبية كاتباً للشعر قبل أن يتجه إلى كتابة الرواية والقصة القصيرة جدا. وقد لعبت البيئة دورا هاما في أدب موسى رحوم عباس، وكان لها إلى جانب دراسته لعلم النفس العلاجي أثاراً واضحة في موضوعاته ولغته السردية، حيث أنه وُلد في بيئة شبه بدوية بإحدى قرى ريف مدينة الرقة السورية فلم تعرف عائلته الزراعة إلا مؤخرا، فكتب عن معاناة الناس وآلامهم اليومية شعراً ونثراً، وعن الحروب، وعن النفس البشرية وأزماتها ودوافعها.
يطرح الكاتب موسى رحوم عباس في روايته المعنونة باسم «بيلان» والصادرة عام 2011 عن دار بيسان للنشر والتوزيع ببيروت، فكرة التهجير والبحث عن الهوية في الشتات من خلال قصة عدد من الخبراء الروس لدى نظام حزب البعث السوري الحاكم في ستينيات وسبعينيات القرن العشرين حين قرروا إقامة سد ليقسم قرية في ريف مدينة الرقة السورية إلى قسمين متصارعين، ويؤدي إلى تهجير بعض سكان البلدة القاطنين حول السد قبل أن تغرقهم مياهه، فيقف الشاب حسينو في وجه السلطة رافضاً تشريد أبناء قريته وطرد أهله من بيوتهم.
وتتمحور قصص مجموعته القصصية المعنونة باسم «العبور إلى مَدْينَ» والصادرة عام 2020 عن دار فضاءات للنشر والتوزيع بعمّان حول فكرة الحرب، والصراعات الطائفية وما تتكره من جروح عميقة في نفوس ضحاياها، وآثارها على المجتمع السوري.

## أعماله الأدبية
ألف موسى رحوم عباس العديد من المؤلفات التي تنوعت ما بين المقالات، والدراسات في علم النفس، والرواية، والدواوين الشعرية، والمجموعات القصصة، ومن أهمها:
- الآفلون (شعر): صدر عام 2010 عن دار بيسان للنشر والتوزيع ببيروت.
- بيلان (رواية): صدرت عام 2011 عن دار بيسان للنشر والتوزيع ببيروت، ثم أعيد طبعها عام 2018 عن دار فضاءات للنشر والتوزيع بعمّان. وهي مدرجة على القائمة القصيرة لجائزة الشيخ زايد للكتاب 2012
- الوسواس القهري: كتبه بالاشتراك مع الدكتور يحيى القبالي، وصدر عام 2013 عن دار فضاءات للنشر والتوزيع بعمّان.
- فبصرك اليوم حديد (شعر): صدر عام 2014 عن دار فضاءات للنشر والتوزيع بعمّان.
- بروق على ثقوب سوداء (مجموعة قصصية): صدرت عام 2015 عن دار فضاءات للنشر والتوزيع بعمّان.[3]
- ليلة إعدام دمشق (مقالات): صدرت عام 2019 عن دار فضاءات للنشر والتوزيع بعمّان.
- العبور إلى مَدْينَ (مجموعة قصصية): صدرت عام 2020 عن دار فضاءات للنشر والتوزيع بعمَّان، وتضم المجموعة 27 قصة قصيرة، ورسم لوحة الغلاف والرسوم الداخلية للكتاب الفنان التشكيلي السوري حسن الحمام.[4][5]
- هداليش وقصص أخرى، قصص قصيرة، دار فضاءات للنشر والتوزيع، عمان، 2022 ، لوحة الغلاف والرسوم الداخلية للنحات والتشكيلي السوري حسن حمام، كتب مقدمتها الأكاديمي والروائي اليمني البروفيسور حبيب عبد الرب السروري

كما صدر له باللغة الإنجليزية:
White carnations, Cune press, Seattle, USA, 2022
- قرنفل أبيض (مجموعة قصصية): صدرت عام2022 عن دار كون للنشر بولاية سياتل بالولايات المتحدة الأمريكية، ترجمها من العربية كل من الأستاذ الدكتور موسى الحالول أستاذ الأدب المقارن بجامعة الطائف، والدكتورة سناء الظاهر عميدة كلية الآداب بجامعة عفت الأهلية بجدة.
- الصاعدون إلى النّعيم، رواية، دار فضاءات للنشر والتوزيع، عمان، (صدرت،  ٢٠٢٣)
- حارس الفصول والظلال، شعر، دار سامح، السويد، ٢٠٢٥
- نوردك وقصص أخرى، قصص قصيرة، دار سامح، السويد، ٢٠٢٥
- وباللغة الفرنسية: ليلة الشعر، كتاب جماعي، ترجمة د. داليا السعودي، السفارة الفرنسية بالرياض، 2020
- Nuit de la Poeise , Riyadh, 2020

## التكريمات والجوائز
نال الأديب السوري موسى رحوم عباس تكريم العديد من الجهات المحلية والعربية،
- حيث وصلت روايته «بيلان» في عام 2012 للقائمة القصيرة لجائزة الشيخ زايد للكتاب ( فئة الآداب) .[6][7][8]
- جائزة مؤسسة الوطن العربي للصحافة والإعلام، لندن، 2022.

- جائزة ناجي نعمان الأدبية العالمية، لبنان، الموسم العشرون، 2022، عن كامل أعماله الأدبية ( جائزة لجنة التحكيم) مؤسسة ناجي نعمان، لبنان.

## الدراسات النقدية والمختارات العالمية ( الأنثولوجيا)
كانت مؤلفات الكاتب موسى رحوم عباس موضوعا لعدد من الدراسات النقدية والكتابات الصحفية العربية والعالمية، فكتب عن إنتاجه القصصي كل من الدكتور آرثرغولد شميدت أستاذ التاريخ والشرق الأوسط بجامعة بنسلفانيا الحكومية بالولايات المتحدة الأمريكية، والأستاذ عمر العمادي أستاذ الأدب والدراسات السورية بالجامعات البريطانية ، والمستشرق الهولندي السفير نيقولاس فان دام، وغيرهم...، ومن النقاد العرب، الناقد والأديب السوري هيثم حسين، والأكاديمي و الروائي اليمني البروفيسور حبيب عبد الرب سروري، الأستاذ في الجامعات الفرنسية، الناقد والأديب السوري ضاهر عيطة، الأديب السوري عبد الرحمن مطر، الدكتورة شذا ظافر الجندي، ...
- كما ضُمنت بعض نصوص موسى رحوم عباس الشعرية مترجمة للإنگليزية في سلسلة صدرت عام 2018 تحت اسم «مختارات عالمية لأجل فلسطين». الصادرة عن مؤسسة ( INNER CHILD PRESS ) الأمريكية.بترجمة الشاعر والمترجم المعروف نزار سرطاوي.

- ونُشرت بعضٌ من قصائده في الأنثولوجيا الأمريكية ضمن مختاراتها ( سلام العالم ) 2017، الصادرة عن مؤسسة (INNER CHILD PRESS) الأمريكية. بترجمة الشاعر والمترجم نزار سرطاوي.

- اختارته الجمعية الهندية للشعر ضمن مختارات من شعراء العالم وفي صفحتها الأولى (للشعر الكوني) بمقاطع من نصه الشعري ( العابرون إلى أحلامهم) بترجمة الشاعر والمترجم القدير نزار سرطاوي.

The poetry society of India, Cosmic poetry, volume 3, world literature India publication, celebrating world languages anthology. 2022. (Amazon.com)
- اختيرت إحدى قصصه القصيرة لمناهج اللغة العربية في دولة الإمارات العربية المتحدة ( المرحلة الثانوية)